# 2288 Karolinum
2288 Karolinum је астероид главног астероидног појаса са средњом удаљеношћу од Сунца која износи 2,907 астрономских јединица (АЈ).
Апсолутна магнитуда астероида је 11,0.